# 西部戰線
《西部戰線》（韓語：서부전선）是一部2015年上映的韩国戰爭劇情片，由電影《海賊：汪洋爭霸》的編劇千成日執導及執筆劇本，薛耿求、呂珍九主演，劇情講述朝鲜战争時期，一名南韓士兵與一名北韓士兵間的友情。

## 劇情介紹
张南福（薛耿求飾）是一位已屆中年的南韩农夫，他被軍隊徵招，並接到一項傳訊的任務，這份重要的軍事文件，將是戰爭成敗的關鍵。因為遭到敵軍襲擊，他意外丟失了文件，而這份文件被一位北韓的年輕士兵金荣光（呂珍九飾）撿到。

## 演員陣容

### 主要人物
- 薛耿求 飾演 张南福
- 呂珍九 飾演 金荣光

### 其他人物
- 李璟榮 飾演 柳中尉
- 鄭成華 飾演 延將軍
- 鄭仁基 飾演 金中士
- 曹熙奉 飾演 酒鬼
- 金元海 飾演 全副將
- 鄭錫元 飾演 高階中尉
- 金善映 飾演 大媽
- 盧英學 飾演 崔士官長
- 梁秉烈 飾演 安少尉
- 韓哲宇 飾演 柳中尉的參謀
- 尹炳熙 飾演 中共軍隊中隊長
- 李尚熙 飾演 南福的妻子
- 李秀彬 飾演 玉芬
- 宋景哲 飾演 相周
- 宇尚全 飾演 爺爺
- 金太勳 飾演 曹將軍

### 友情出演
- 池昌旭 飾演 征兵军官 (被刪減)

### 特別出演
- 金志暎 飾演 榮光的母親